# Arnold von Langenbeck
Pour les articles homonymes, voir Langenbeck.

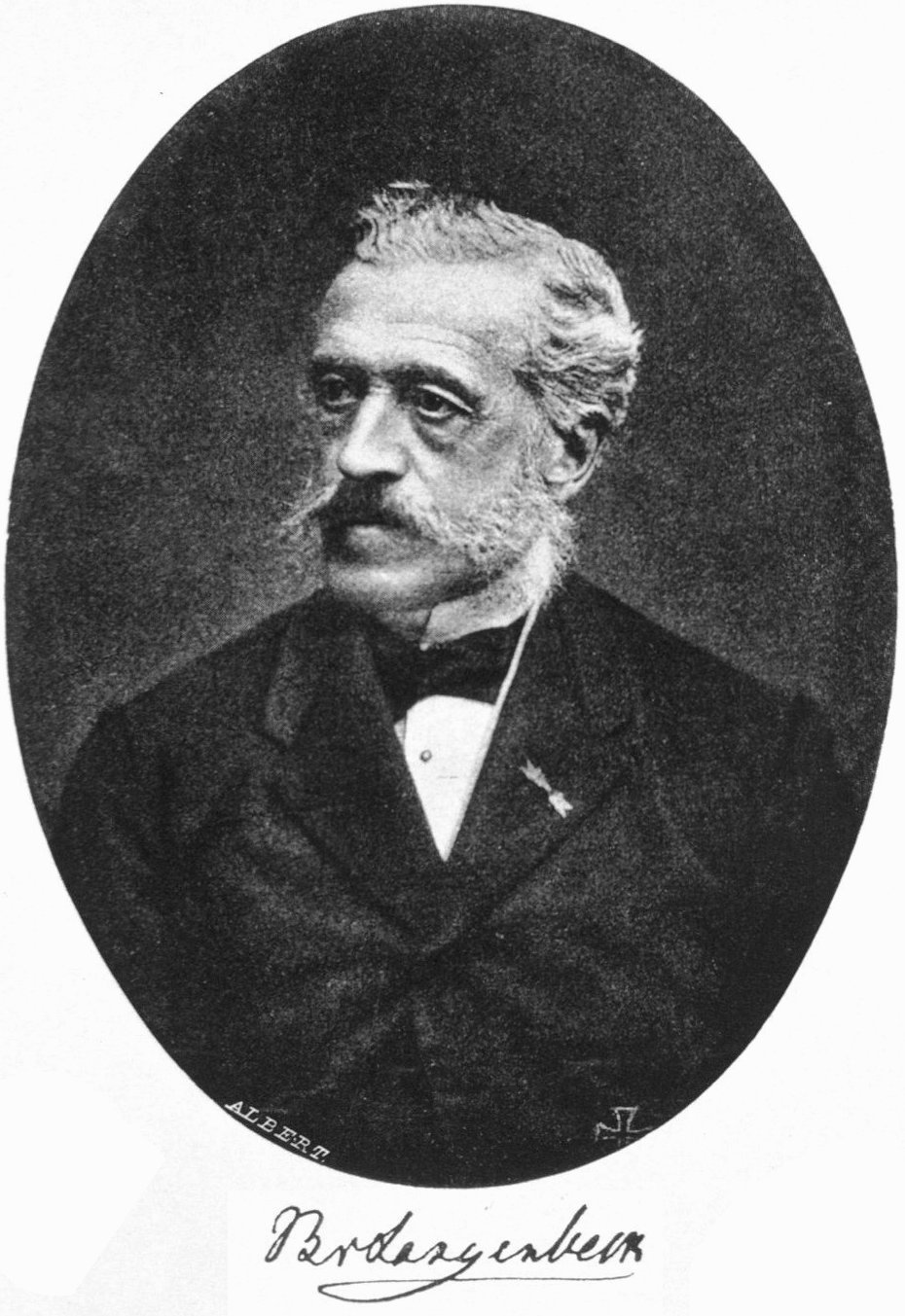
Bernhard von Langenbeck, le père du général Arnold von Langenbeck, est chirurgien, médecin généraliste, conseiller médical privé et professeur.

Arnold Georg Eduard von Langenbeck (nom de naissance : Arnold Georg Eduard Langenbeck ; né le 13 mai 1841 à Göttingen et mort le 26 juin 1916 à Wiesbaden) est un officier prussien et finalement général de la cavalerie de l'armée, qui, entre autres, est commandant entre 1894 et 1897 de la 2e division d'infanterie, de 1897 à 1898 commandant de la 33e division d'infanterie et entre 1898 et 1906 général commandant du 2e corps d'armée.

## Biographie

### Antécédents familiaux, formation d'officier et participation aux guerres de 1864, 1866 et 1870/71
Arnold Georg Eduard Langenbeck est le fils aîné des cinq enfants du chirurgien, médecin généraliste, conseiller médical privé et professeur Bernhard Rudolf Konrad Langenbeck (1810-1887), élevé à la noblesse héréditaire prussienne par le roi Guillaume Ier le 9 juillet 1864. pour ses services et est depuis autorisé à utiliser le titre de noblesse « von » pour lui-même et ses descendants, et son épouse Arnoldine Reinhold (1817-1886). Sa sœur cadette Anna (née en 1843) meurt célibataire, tandis que son frère cadet Karl Friedrich Julius (1846-1870) meurt comme sous-lieutenant prussien dans bataillon de tirailleurs de la Garde (de) près de Rezonville pendant la guerre franco-prussienne. Sa deuxième plus jeune sœur Hélène (1848-1907) est l'épouse du général d'infanterie Arnold von Roon (1840-1906),, tandis que sa plus jeune sœur Elisabeth (1850-1917) épouse le maréchal Hans von Plessen (1841–1929). Le 30 octobre 1874, il se marie avec Theodora Edle von Schuppler.
Arnold Langenbeck étudie d'abord à l'école de l'abbaye de Roßleben, puis dans un lycée à Berlin, puis rejoint le 7e régiment de hussards de l'armée prussienne le 1er avril 1859. Il est promu lieutenant en 1860 et est diplômé de l'Académie de guerre prussienne entre 1863 et 1866. Entre-temps, il participe à la guerre germano-danoise (1er février au 30 octobre 1864), qui se termine par une victoire de la Prusse et de l'Autriche et entraîne des changements territoriaux dans le Schleswig, le Holstein et Lauenbourg, ainsi que dans la guerre austro-prussienne (14 juin au 23 août 1866), qui se termine par une victoire de la Prusse et de ses alliés et conduit à des changements territoriaux à la suite des annexions prussiennes de 1866 (de) et à un accord de paix conduit à la Paix de Prague. En 1865, il est transféré au 1er régiment de cuirassiers du Corps et, après avoir été promu premier lieutenant en 1867, il est nommé adjudant de la 1re brigade d'infanterie de la Garde (de). Pendant la guerre franco-prussienne (19 juillet 1870 au 10 mai 1871), qui se termine par une victoire allemande et conduit à la fondation de l'Empire allemand, il est d'abord nommé à l'état-major prussien en 1870 et, après sa promotion au capitaine, le 3 octobre 1871 est commandé au ministère de la Guerre prussien. Pour ses services, il reçoit la croix de fer de première et deuxième classes.

### Ascension au général de la cavalerie dans l'Empire allemand
Après la fin de la guerre, le capitaine Arnold von Langenbeck est nommé à l'état-major du 11e corps d'armée et promu major le 8 septembre 1877. En 1879, il est transféré à l'état-major du 3e corps d'armée puis en 1882 à l'état-major du gouverneur de la forteresse de Metz, le général d'infanterie Kurt von Schwerin. En tant que successeur du colonel Edwin Werckmeister genannt von Oesterling (de), il devient commandant du 7e régiment d'uhlans (de) le 4 décembre 1884 et reste à ce poste jusqu'au 15 mai 1888, après quoi le lieutenant-colonel Roderich von Schönau-Wehr (de) le remplace. Durant cette période, il est promu lieutenant-colonel le 14 avril 1885. Après sa promotion au grade de colonel le 21 juillet 1888, il est chef d'état-major entre 1888 et 1890 du 4e corps d'armée, dont les généraux commandants sont initialement le général d'infanterie Wilhelm von Grolman et, à partir du 22 mars 1889, le général de cavalerie Carl von Hänisch. En 1888, il devient commandeur de 2e classe de l'ordre du Lion de Zaeringen
Après qu'Arnold von Langenbeck ait été promu général de division le 18 novembre 1890, il prend le poste de commandant entre 1890 et 1893 de la 6e brigade de cavalerie (de) puis de 1893 à 1894 comme quartier-maître en chef de l'état-major. En 1893, il devient commandeur de 1re classe de l'ordre de Frédéric. En 1894, il fut promu lieutenant général puis devient commandant le 14 mai 1894 de la 2e division d'infanterie de la garnison de Königsberg (de) en tant que successeur du lieutenant général Eduard von Alberti. Il occupe ce commandement jusqu'au 1er avril 1897 et est ensuite remplacé par le lieutenant-général Karl von Stünzner (de). Il remplace le 27 janvier 1897 à son tour le lieutenant-général Rudolf d'Orville von Löwenclau (de) comme commandant de la 33e division d'infanterie à Strasbourg. Il reste à ce poste jusqu'au 5 janvier 1898, date à laquelle le lieutenant-général Louis von Freyhold (de) le remplace.
Von Langenbeck est ensuite promu général de cavalerie en 1898 et, en tant que successeur du général d'infanterie Hermann von Blomberg, devient général commandant du 2e corps d'armée à Stettin. Il reste à ce poste jusqu'au 20 septembre 1906 et est ensuite remplacé par le général d'infanterie Josias von Heeringen. Après avoir terminé son commandement, il quitte le service militaire actif et est affecté à la suite au 7e régiment d'uhlans. Il meurt comme général de cavalerie le 26 juin 1916. Comme il n'a laissé aucun héritier, le nom de Langenbeck s'éteint avec lui à la deuxième génération,.